# 凱瑟琳·夏鮑德
凱瑟琳·夏鮑德（法語：Catherine Chabaud，1962年11月29日—）出生於法國奧弗涅-隆-阿爾卑斯大區的布龍，是知名的女性航海家和政治家。

## 生平
她是第三屆（1996年-1997年）旺代單人不靠岸航海賽期間，以總成績第六名完賽、也是首位獨自完成不中斷世界航行的女性航海家。2000年─2007年投入媒體生涯，在法國的歐洲1台和歐洲2台工作，2014年的世界海洋日時，她出任聯合國教科文組織的政府間海洋學委員會成員之一，在COP21會議期間，她以海洋大使的角色，讓會議當中的參與者，重視海洋的永續發展，2017年卸任法國的海洋和海岸代表。
2016年起進入政壇，在法國生態部的海洋相關部門工作，2019年-2024年參與2019年歐洲議會選舉成為第九屆歐洲議會議員。

## 著作
- 1997年 《Possibles rêves》
- 2000年 《Entre deux mondes entre deux mers》
- 2007年 《Femme libre toujours tu chériras la mer》
- 2008年 《Préserver la mer et son littoral》

## 受獎
- 2006年  法國國家功績勳章
- 2009年  海事功績勳章
- 2014年  法國榮譽軍團勳章

## 相關連結
- 官方網站：Catherine Chabaud （页面存档备份，存于）
- X：Catherine Chabaud （页面存档备份，存于）